# Какідзакі Суехіро
Какідзакі Суехіро (1507 — 29 травня 1595) — даймьо Мацумане (на о. Хоккайдо). Замирився з айнами, розширив вплив японців на острові, заклав основи визнання статусу даймьо центральним японським урядом.

## Життєпис
Походив з самурайського роду Какідзакі. Син даймьо Какідзакі Йосіхіро. Народився 1507 року. Про молоді роки практично нічого невідомо, втім, дослідники висловлюють думку, що суехіро напевне брав участь у всіх військових подіях, викликаних протистоянням з айнами.
Після смерті батька 1545 року стає новим володарем Мацумае. Невдовзі відмовився від агресивної політику попередника, розпочавши політику умиротворення айнів. У 1549 і 1550 роках з вождями айнів західного і східного Хоккайдо було укладено мирні договори, за якими останні визнали зверхність Какідзакі Суехіро. Натомість даймьо передав вождям цінні подарунки. 1551 року впроваджено в айнських селах посади старійшини (отона). Після цього впливового вождя Хасітаіна з Сетанай Какідзакі Суехіро в Камінокуні і визнав очільником західних айнів, а Цукомотаіна з Сірінаі — східних айнів. Вони обидва мали щорічно відвідувати замок і підносити князю дарунки на знак визнання над собою його влади. Зі свого боку Суехіро зобов'язався виплачувала їм платню — частину збору від мита з торгових суден, що заходили в місцеві гавані. «Оплата праці» (рисом) на посаді державної служби стала відома під назвою «едзоська платня» (едзояку, іяку) — від тодішньої японської назви Хоккайдо — Едзо. Також було встановлено закони для айнів, врегульовано стосунки корінного населення з японцями.
Завдяки цим діям Какідзакі суехіро зумів фактично розпочати справжню колонізацію Хоккайдо, запрошуючи сюди ремісників, торговців, колоністів, самураїв. Згодом опікувався розбудовою своїх володінь, стимулював у них підприємництво, торгівлю.
У 1583 році зрікся влади на користь третього сина Йосіхіро. Водночас і далі допомагав останньому, зокрема вів перемовини з Тойотомі Хідейосі, володарем Японії, щодо визнання статусу володінь клану Какідзакі. Помер у 1595 році.